# Бетурум, Трумен
Тру́мен Бе́турум (англ. Truman Bethurum, 1898—1969) — американский дорожный рабочий из Санта-Барбары (Калифорния), утверждавший в 1954 году, что перемещался в «летающей тарелке» и общался с существами, представившимися инопланетянами.
Многие исследователи отмечают связь сообщений Бетурума и сообщений Джорджа Адамски, издавшего в 1953 году книгу о своих контактах с «жителями Венеры», под влиянием которой, как предполагается, Бетурум и заявил о своих контактах. Общеизвестно, что сам Дж. Адамски, поверив Бетуруму, сообщался с ним и даже помог ему издать книгу «На борту летающей тарелки». Бетурум сделался одним из самых известных контактёров, упоминается практически во всех справочниках по уфологии, записанные с его слов сообщения об общении с инопланетянами были переизданы в 1995 году. Описания «родной планеты» этих существ могут истолковываться исследователями и культистами с точки зрения гипотез о причастности к происхождению НЛО параллельных миров.

## Первый контакт
Бетурум родился в Калифорнии, не имел законченного образования и никогда не был связан с интеллектуальными профессиями.
Бетурум утверждал, что в 1952 году знакомый из Невады пригласил его работать на строительстве автомагистрали возле горы Мормон-Меса (Mormon Mesa) в пустыне Мохаве; Бетурум возглавлял колонну тяжёлой техники. Воскресным вечером, прогуливаясь, Бетурум встретил группу из 8—10 практически неотличимых от людей гуманоидов ростом менее 5 футов. По описанию, у них были чёрные волосы и оливкового оттенка кожа, казавшаяся туго натянутой на скулах. На существах были голубовато-серые брюки и пиджаки.
Бетурум заметил в нескольких ярдах от себя дискообразный предмет шириной примерно 100 метров (300 футов), существа обратились к Бетуруму на английском языке и пригласили его войти внутрь. Там ему представили существо, напоминающее женщину, которую, очевидно, они называли своим командиром. «Женщина» была ещё ниже ростом, у неё была оливковая кожа, пронзительный голос и тёмные волосы. Одета она была в нечто, очень похожее на красно-чёрные берет, кофту и юбку. На вопрос Бетурума, откуда они прибыли, дама-командир отвечала уклончиво. Через какое-то время существа вывели Бетурума из диска и сообщили, что скоро вернутся. Диск поднялся в воздух и улетел.

## Последующие контакты
Трумен Бетурум утверждал, что в течение последующих нескольких месяцев имел ещё около 11 встреч с существами из НЛО, с которыми он однажды виделся, в том числе и с той самой «женщиной» — «командиром» НЛО. Выяснилось, что её зовут «капитан Аура Ранес». Раз Бетурум уговаривал Ауру Ранес, чтобы она разрешила себя сфотографировать, но та отказалась.
Существа утверждали, что прибыли на Землю с планеты Кларион. Кларион, как она утверждала, недоступен для наблюдения с Земли, поскольку «её орбита расположена с другой стороны Солнца» (см. Противоземля). Аура Ранес рассказывала, что Кларион во многом напоминает Землю, но жители его лишены многих пороков, распространённых на Земле. Она сообщила, что клариониты любят танцевать балет и польку, выразила надежду, что когда-нибудь земляне посетят Кларион. Описывая жизнь на Кларионе, она говорила, пишет Бетурум, с явным восторгом.
Клариониты, по словам Ауры Ранес, желают, чтобы земляне переосмыслили свою жизнь и семейные отношения в духе «совершенного язычества», которого лишились. Также, она высказывала озабоченность возможностью ядерной войны на Земле, которая может причинить вред тем, кто обитает в космосе. Некоторые из встреч с Аурой Ранес происходили в доме Бетурума. Во время первого такого визита она возложила на Бетурума миссию основания «Святилища мысли» — места, в котором люди, общаясь, могли бы приходить к общему согласию; во время второго (и последнего) визита она убеждала Бетурума в его необходимости. В конце концов, как утверждает Бетурум, они улетели назад на Кларион.
Впервые о своё контактёрском опыте Бетурум поведал на конвенте по изучению летающих тарелок в Джиант-Рок в том же 1952 году; в печатном виде его рассказ был опубликован в фэнзине Saucers в 1952 году. После выхода его книги Бетурум стал медийной персоной и даже начал формирование культа, назвав его «Святилищем Мысли». Святилище было основано близ Прескотта, а Бетурум активно выступал с лекциями и оставался известной персоной в сообществе контактёров. Группа его поклонников распалась после кончины Трумена Бетурума 21 мая 1969 года в Ландерсе. Несмотр на активную поддержку Джона Адамски, ещё при жизни Бетурума значительная часть уфологов отвергала его сообщения.